# جوزيف إي. أتكينسون
جوزيف إي. أتكينسون (بالإنجليزية: Joseph E. Atkinson)‏ (و. 1865 – 1948 م) هو صحفي كندي، توفي في تورونتو، عن عمر يناهز 83 عاماً.